# راگوی ناپولی
راگوی ناپلی (در ناپلی با نام ’o rraù می‌شود و ایتالیایی به عنوان ragù alla napoletana[raˈɡu alla napoleˈta:na] یا ragù napoletano) یکی از دو نوع معروف سس گوشت به نام راگو است. همان‌طور که از نامش پیداست، این نوع تخصص ناپل است. گونه دیگر از بولونیا منشأ گرفته و در ایتالیایی با نام ragù bolognese یا ragù alla bolognese شناخته می‌شود.
نوع ناپلی از دو قسمت اصلی تهیه می‌شود: گوشت و سس گوجه فرنگی که چند چاشنی به آن اضافه می‌شود. با این حال، یک تفاوت عمده در نحوه استفاده از گوشت و همچنین میزان گوجه فرنگی در سس است. نسخه‌های بولونیزی از گوشت بسیار ریز خرد شده استفاده می‌کنند، در حالی که نسخه‌های ناپلی از گوشت کامل استفاده می‌کنند و هنگام پخت آن را از کسرول گرفته و به عنوان غذای دوم یا با پاستا سرو می‌کنند. ترجیحات برای مواد تشکیل دهنده نیز متفاوت است. در ناپل، شراب سفید با شراب قرمز، کره با چربی خوک یا روغن زیتون جایگزین می‌شود، و بسیاری از برگ‌های ریحان در جاهایی که راگوی بولونی فاقد گیاهان دارویی است استفاده می‌شود. در دستور غذای ناپلی، ممکن است با افزودن کشمش، دانه کاج، و اینولتینی با مواد پرکننده مختلف، محتوای آن غنی شود. از شیر یا خامه استفاده نمی‌شود و مقدار نسبی سس گوجه‌فرنگی ترجیح داده می‌شود، برخلاف استفاده از بولونی‌ها با حداقل مقدار. فصل گوجه‌فرنگی در ناپل جنوبی‌تر از شمال بولونیا طولانی‌تر است. مانند بولونی، راگوی ناپلی نیز دارای طیف گسترده‌ای از انواع است که شناخته شده‌ترین آنها راگو گارداپورتا (راگوی دربان) است.
راگوی ناپلی شباهت‌های زیادی با " گریوی یکشنبه " ایتالیایی-آمریکایی دارد، و تفاوت اصلی آن افزودن تنوع بیشتری از گوشت در نسخه آمریکایی است، معروف‌ترین آنها کوفته (از آنجا اسپاگتی و کوفته)، بریسول، سوسیس و گوشت خوک.